# 和気農業協同組合
和気農業協同組合（わけのうぎょうきょうどうくみあい、通称JA和気）は、岡山県和気郡和気町に本所を置いていた農業協同組合。

## 旧業務区域
- 現在は岡山東農業協同組合管轄地域
  - 岡山県備前市（三石・吉永地区）
  - 岡山県和気郡和気町

## 歴史
- 1969年 和気町農業協同組合、佐伯町農業協同組合、吉永町農業協同組合、三石町農業協同組合が合併し和気農業協同組合となる。
- 2007年 当農協とあかいわ農業協同組合が合併し岡山東農業協同組合が誕生。

## 拠点
- 旧本所・現岡山東農協和気支所
  - 岡山県和気郡和気町和気515番地
- 佐伯支所
  - 岡山県和気郡和気町佐伯234番地
- 吉永支所
  - 岡山県備前市吉永町吉永中502番地6